# Thích Thông Lạc
Trưởng lão Thích Thông Lạc (1928 - 2013) là một tu sĩ Phật giáo Việt Nam.

## Tiểu sử
Ông tên thật là Lê Ngọc An. 
Ông sinh ngày 28 tháng 5 năm 1928 tại xã Tân Thới Nhì, quận Hóc Môn, tỉnh Gia Định (Thành phố Hồ Chí Minh ngày nay). 
Cha ông là Lê Văn Huấn, pháp danh Thích Thiện Thành, một thầy thuốc Đông y, xuất thân trong gia đình Nho học, quê ở Trảng Bàng, Tây Ninh.
Mẹ ông là Nguyễn Thị Nhung, giáo viên Tiểu học sơ cấp, xuất thân trong gia đình Nho học, con của một Ông Cả ở xã Tân Thới Nhì, quận Hóc Môn, tỉnh Gia Định.
Lúc nhỏ, ông đã thích theo cha học hỏi, tu hành, nên được cha đặt cho pháp danh Thích Từ Ân. Năm 1936, vừa tròn 8 tuổi, ông được cha mẹ cho xuất gia theo Hòa thượng Thích Huệ Tánh tại chùa Phước Lưu, thị trấn Trảng Bàng, Tây Ninh, với pháp danh là Thích Thông Lạc.
Thời gian đầu, Người được các vị Hòa thượng: Huệ Tánh, Long An, Thiện Tài, Thiện Hòa trực tiếp chỉ dạy kinh điển và Hán học. Hòa thượng Thích Thiện Hòa còn gửi ông vào Trường Cao đẳng Phật học viện Huệ Nghiêm và Đại học Vạn Hạnh.
Thời gian sau, ông được các vị Hòa thượng giới thiệu đi dạy trong các trường Bồ Đề. Lúc bấy giờ, ông đang học tại Đại học Văn khoa Sài Gòn, và tiếp tục hướng tới du học sang nước ngoài. Bên cạnh đó, ông còn tham gia hoạt động trong các phong trào yêu nước, đấu tranh giành độc lập, tự do cho Tổ quốc Việt Nam mình.
Năm 1970, trong thời gian vừa đi học, vừa dạy học ở các trường tại Thành phố Sài Gòn, thì được tin cha bệnh nặng, ông trở về Trảng Bàng chăm sóc và nuôi dưỡng cha. Ba tháng sau, cha ông mất. Nhìn thấy cảnh bệnh tật và tử vong của cha, ông suy nghĩ: “Cuộc đời này chẳng có gì cả, chỉ toàn là đau khổ. Vậy chạy theo danh lợi để làm gì?…”. Thế là ông đã rời bỏ danh lợi thế gian, theo Hòa thượng Thích Thanh Từ tu tập Thiền tông.
Sau ba tháng an cư kiết hạ tại Thiền viện Chân Không, ông ra Hòn Sơn (ngoài biển Rạch Giá, Kiên Giang), lên đỉnh Ma Thiên Lãnh, ăn lá cây rừng, uống nước suối, một mình tu hành suốt thời gian chín tháng. Song, trong lòng vẫn nhớ mẹ không nguôi, nên ông trở về Trảng Bàng, sống bên mẹ và tiếp tục tu hành.

## Tu tập đúng Chánh pháp của đứcPhật Thích-ca
Mặc dù miệt mài tu tập, nhưng do không đúng Chánh pháp, nên ông không thấy sự giải thoát. May thay, khi tìm được bộ kinh Nikaya do Hòa thượng Thích Minh Châu dịch từ tiếng Pali sang tiếng Việt, ông nghiên cứu rất kỹ lưỡng, rồi tự mình tu tập đúng Chánh pháp. Vì vậy, ông đã chứng đạt, làm chủ được sự sống chết sau thời gian 6 tháng. Đó là tháng 7 năm 1980.
Cuối năm 1980, mẹ ông ra đi thanh thản, sau ba tháng được ông hướng dẫn tu tập. Từ đây, ông chuyên tâm vào việc chấn hưng Phật pháp:
- Trùng tu lại ngôi Chùa Am ngày xưa, lấy tên là Tu viện Chơn Như.
- Chấn chỉnh lại tinh thần, đường lối Chánh pháp của Phật Thích-ca.

Từ những kinh nghiệm tu hành, ông đã biên soạn rất nhiều bộ sách, chuyên giảng dạy đạo đức nhân bản - nhân quả, sống không làm khổ mình, khổ người và khổ chúng sanh, và những phương pháp tu tập làm chủ SINH, GIÀ, BỆNH, CHẾT cho tu sinh, Phật tử trong và ngoài nước.
Cuộc đời hành đạo của ông trải dài 44 năm đầy gian nan, thử thách. Sóng gió Chơn Như cũng không ít. Nhưng ông luôn vững tay chèo, với tâm bất động lèo lái con thuyền Chơn Như đến bờ bình an. Nhờ thế mà Tu Viện Chơn Như vẫn luôn sừng sững hiên ngang và ngày càng phát triển.

## Tác phẩm
Ông đã để lại rất nhiều tác phẩm quý giá: 
- Đường về xứ Phật
- Linh hồn không có
- Người Phật tử cần biết
- Tạo duyên giáo hóa chúng sanh
- Những chuyện kỳ lạ xảy ra trên thế giới
- Lịch sử chùa Am
- Đạo đức nhân bản - nhân quả
- Lòng yêu thương
- Đạo đức làm người
- Sống mười điều lành
- Hành thập thiện và Tứ vô lượng tâm
- Giáo án RÈN NHÂN CÁCH LỚP NGŨ GIỚI
- Đức hiếu sinh
- Đức ly tham
- Đạo đức gia đình
- TU TẬP ĐẠO PHẬT
- Phật giáo có đường lối riêng
- Mười hai cửa vào đạo
- Ba mươi bảy phẩm trợ đạo
- Những chặng đường tu học của cư sĩ
- Thọ Tam quy Ngũ giới
- Nghi thức thọ bát quan trai
- Giới đức làm người
- Văn hóa Phật giáo truyền thống
- Muốn chứng đạo phải tu pháp môn nào
- Những lời gốc Phật dạy
- Sống một mình như con tê ngưu
- Thiền căn bản
- Thời khóa tu tập thời Đức Phật
- Pháp môn niệm Phật (Tứ bất hoại tịnh)
- Pháp tu làm chủ sinh già bệnh chết
- Thanh qui tu viện Chơn Như
- Hỏi đáp Oai nghi chánh hạnh
- Những bức tâm thư
- Những lời tâm huyết
- Đạo đức nhân quả

## Qua đời
Sau khi giao phó trọng trách cho các thế hệ mai sau tiếp tục sứ mạng giữ gìn Chánh pháp của đức Phật, Ngài đã nhập niết bàn vào 24 giờ ngày 1 tháng 1 năm 2013 (tức ngày 20 tháng 11 năm Nhâm Thìn).

## Nhận định
"CHƠN NHƯ vẫn sẽ là nơi dựng lại nền đạo đức nhân bản – nhân quả sống không làm khổ mình, khổ người và khổ chúng sinh. Nơi đây sẽ mãi mãi đi vào dòng lịch sử của dân tộc Việt Nam và loài người trên thế giới!".